# Língua kok-nar
Kok-nar é uma língua Paman já extinta da Península do Cabo York, no estado de Queensland, na Austrália.